# آگریپا (ستاره‌شناس)
آگریپا یک منجم یونانی بود. رصد نجومی که در سال ۹۲ میلادی انجام داده‌است، تنها چیزی است که از او اطلاع داریم، که توسط بطلمیوس در کتاب سوم مجسطی نقل شده‌است. بطلمیوس نوشته‌است که در سال دوازدهم سلطنت دومیتیان، آگریپا اختفای قسمتی از خوشه ستاره‌ای پروین را با بخشی از ماه گزارش کرد.
احتمالاً هدف آگریپا از این رصد بررسی تقدیم اعتدالین بود، که توسط هیپارخوس کشف شده بود.
دهانه آتشفشانی آگریپا به یاد او نام‌گذاری شده‌است.